# Lijst van bergen op Mars

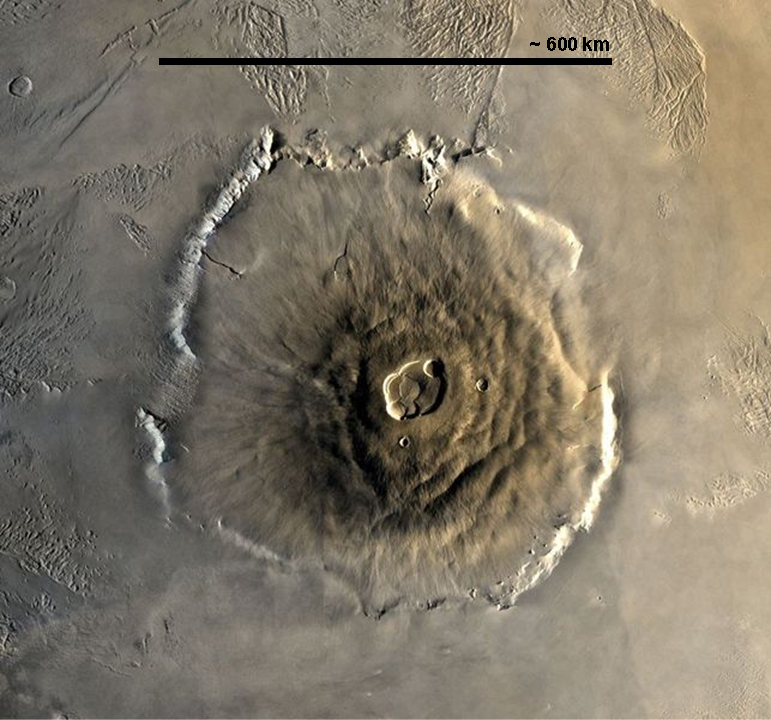
1. Olympus Mons

Dit is een lijst van bergen op Mars.
| Naam van de berg   | Coördinaten      | Diameter  | Hoogte   |
| ------------------ | ---------------- | --------- | -------- |
| Olympus Mons       | 18,4° N 133,1° W | 624       | 27.000 m |
| Ascraeus Mons      | 11,3° N 104,5° W | 462       | 18.209 m |
| Arsia Mons         | 9,4° Z 120,5 W   | 485       | 17.779 m |
| Pavonis Mons       | 0,3° N 112,8° W  | 375       | 14.037 m |
| Elysium Mons       | 25,0° N 213,0° W | 432       | 13.862 m |
| Biblis Patera      | 2,7° N 235,4° O  | 100 - 140 | 7.198 m  |
| Alba Patera        | 40,1° N 109,8° W | 100 - 300 | 6.815 m  |
| Ulysses Patera     |                  |           | 5.863 m  |
| Uranius Patera     |                  |           | 4.853 m  |
| Anseris Mons       |                  |           | 3.959 m  |
| Hadriaca Patera    |                  |           | 3.959 m  |
| Euripus Mons       |                  |           | 3.945 m  |
| Tyrrhena Mons      |                  |           | 3.920 m  |
| Promethei Mons     |                  |           | 3.789 m  |
| Chronius Mons      |                  |           | 3.240 m  |
| Apollinaris Patera | 9,3° Z 174,4° O  | 296       | 3.155 m  |
| Tyrrhena Patera    |                  |           | 3.047 m  |
| Gonnus Mons        |                  |           | 2.937 m  |
| Syrtis Major       | 8,4° N 69,5° O   |           | 2.300 m  |
| Amphitrites Patera |                  |           | 2.066 m  |
| Nili Patera        | 8,4° N 69,5° O   |           | 2.036 m  |
| Pityusa Patera     |                  |           | 1.877 m  |
| Malea Patera       |                  |           | 1.313 m  |
| Peneus Patera      |                  |           | 1.276 m  |
| Labeatis Mons      |                  |           | 1.143 m  |
| Issedon Paterae    |                  |           | 826 m    |
| Pindus Mons        |                  |           | 704 m    |
| Meroe Patera       |                  |           | 542 m    |
| Orcus Patera       |                  |           | –764 m   |
| Oceanidum Mons     |                  |           | –1.277 m |
| Horarum Mons       |                  |           | –2.325 m |
| Peraea Mons        |                  |           | –2.470 m |
| Octantis Mons      |                  |           | –2.731 m |
| Galaxius Mons      |                  |           | –3.972 m |

Afrika · Azië · Australië · Antarctica · Noord-Amerika · Zuid-Amerika · Europa · Oceanië
Buitenaards: Mars · Mercurius · Maan · Venus